# Racing/音速
『Racing/音速』（レーシング おんそく）は、LOUDNESS19枚目のアルバム。2004年11月25日発売。
発売元は徳間ジャパン・コミュニケーションズ。

## 解説
スローで陰鬱な楽曲主体で不評だった前作からの反省で、タイトル通りスピード感に溢れたパワーメタルチックな楽曲が多い。日本でリリースされたヴァージョンと、English Versionでは収録順とアレンジがやや異なる。限定盤ではDisc 2として『ROCK SHOCK』が付いている。
CDジャーナルでは「メタリカとモーターヘッドとセパルトゥラをブレンドさせたごときゴリゴリのサウンドだが、メロディの噛ませ方の上手さもラウドネスならでは。メタリックなドライヴ感の力強さもさすが。メンバーの絆もより一層高まり、バンドのテンションも最高潮。メロディアスでグルーヴ感あふれる曲を多数収録している。」とコメントしている。
またEnglish Versionに関しては「再結成後の最高傑作の呼び声も高い2004年発表のアルバム『RACING／音速』の英語ヴァージョン。テンションが高めに設定された空間の隅々までエネルギーに満ちたサウンドと英語詞との相性は良く、世界標準のオリジネイターらしい堂々とした姿を窺うことができる。世界基準に相応しい仕上がりとなっている。」とコメントしている。
初回プレス盤のみスリーブケース、バックカバー、ブックレットに表記ミスがあり、発売直後に発売元である徳間から表記漏れやタイトル曲の誤記がある事が発表された。修正版は徳間に問い合わせれば修正された物が送られてくるようになっていた。

## 収録曲
1. Racing　[0:29]
本作のタイトル曲。
2. Exultation　[4:42]
3. Lunatic　[4:06]
4. Believe It or Not　[4:53]
5. Power Generation　[4:03]
6. Speed Maniac　[5:20]
7. Live for the Moment　[4:39]
8. Crazy Samurai (Album Version)　[5:22]
17thシングル。本作の先行シングル。
9. Telomerase　[5:51]
10. Tomorrow Is Not Promised　[6:31]
11. Misleading Man　[6:20]
12. R.I.P (Album Version)　[5:22]
「CRAZY SAMURAI」カップリング曲。
13. Don't Know Nothing　[6:08]
14. Unknown Civilians　[3:58]

English Version
1. Racing　[0:29]
2. Exultation　[4:42]
3. Lunatic　[4:05]
4. Live for the Moment　[4:38]
5. Crazy Samurai　[5:22]
6. Speed Maniac　[5:22]
7. R.I.P　[6:19]
8. Telomerase　[6:29]
9. Tomorrow Is Not Promised　[5:52]
10. Believe It or Not　[4:52]
11. Misleading Man　[5:15]
12. Power Generation　[4:03]
13. Don't Know Nothing　[6:08]
14. Unknown Civilians　[3:58]

## 参加ミュージシャン
- 二井原実 - ボーカル
- 高崎晃 - ギター、作詞、作曲、編曲
- 山下昌良 - ベース
- 樋口宗孝 - ドラム
- Executive Producer - Junji Tada
- Supervisor - Shinji Hamasaki
- Engineer, Mixing - Masatoshi Sakimoto
- Mastering - Yohichi Aikawa
- Assistant - Masayoshi Sugai
- Artwork, Concept - Akira Takasaki
- Guitar Technician - Yoichi Suzuki
- Drum Technician - Taisei Taniguchi